# Stearidonsäure
Stearidonsäure (SDA) ist eine Alkensäure aus der Gruppe der mehrfach ungesättigten Omega-3-Fettsäuren. Sie ist eine vierfach ungesättigte Fettsäure die zu den Isolensäuren zählt, weil die vier Doppelbindungen jeweils durch eine Methylengruppe getrennt sind. Die vier Doppelbindungen befinden sich an den Positionen 6, 9, 12, 15  und sind alle cis-konfiguriert. Sie ist Isomer zur Ixorinsäure (von Ixora chinensis) 18:4-delta-8c,10c,12c,14t und α- und β-Parinarsäure 18:4-delta-9,11,13,15, sowie mit der Coniferonsäure 18:4-delta-5c,9c,12c,15c.
Sie kommt verestert als Triacylglycerid in Fischölen, Algen und Pilzen vor und auch in verschiedenen Pflanzenölen, wie im Hanföl sowie im Öl von Nachtkerzen (Oenothera), oder auch in der Schwarzen Johannisbeere (Ribes nigrum). In größeren Mengen von ca. 10 bis 25 % ist sie in verschiedenen Arten von Raublattgewächsen (Boraginaceae) Lappula, Echium, Lithospermum und in Primeln-Arten (Primula spp.) enthalten. Auch gibt es eine gentechnisch veränderte Sojabohne (MON87769), die zum landwirtschaftlichen Anbau zugelassen ist und einen erhöhten Gehalt an Stearidonsäure aufweist.